# Castle Rocks State Park

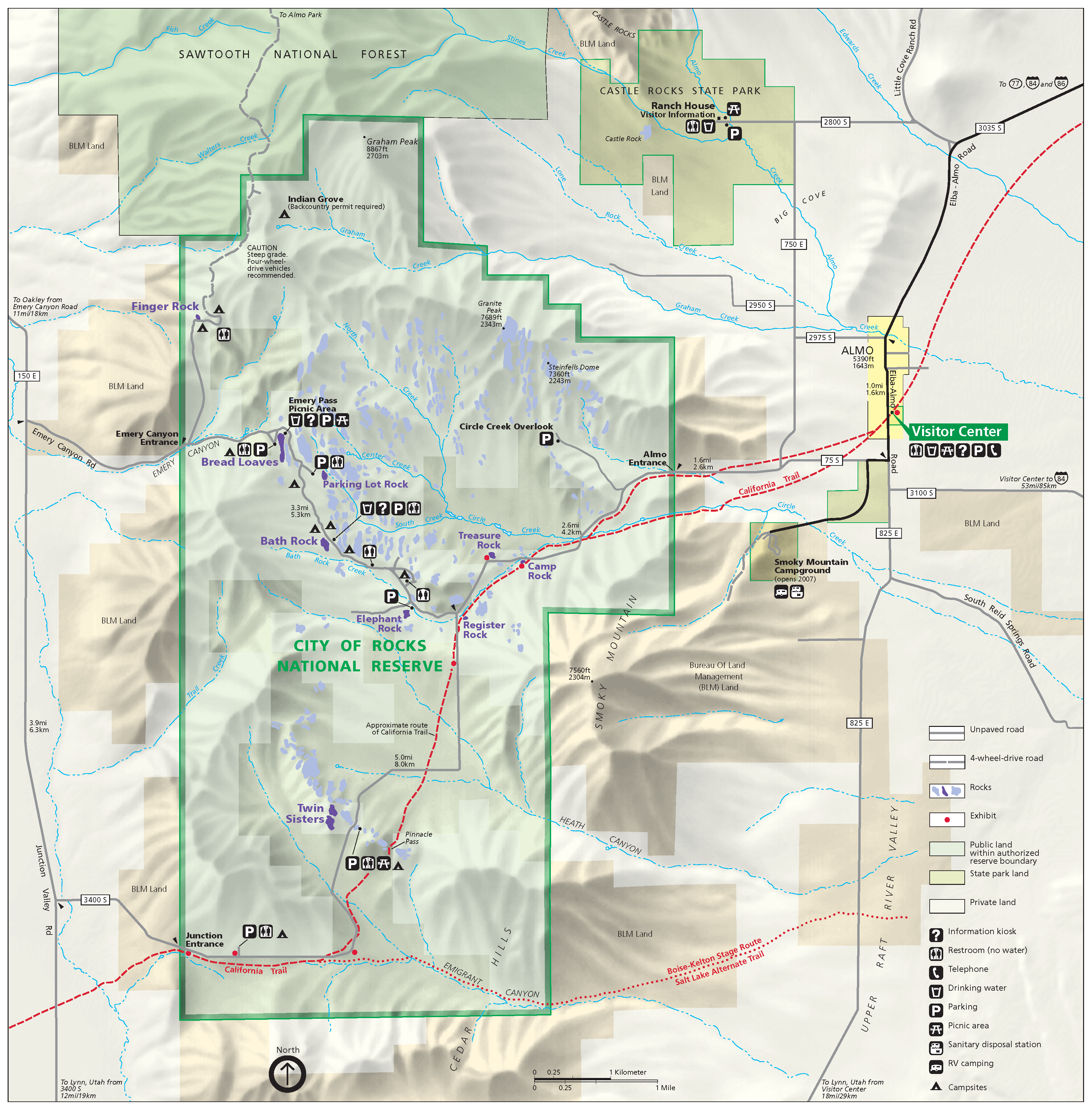
Detailkaart van staatsparken in Cassia County, met rechtsboven Castle Rocks State Park

Castle Rocks State Park is een beschermd landschap en staatspark in Cassia County, Idaho, Verenigde Staten. Het park beslaat een gebied van 6,85 km², zo'n 685 ha en is gelegen nabij Almo. Het park ligt aan de voet van de Cache Peak dat tot de Albion Mountains behoort, naast het Sawtooth National Forest en ligt zo'n 2,4 km van het City of Rocks National Reserve.